# Bethalus secutor
Bethalus secutor är en kräftdjursart som först beskrevs av Jackson 1924.  Bethalus secutor ingår i släktet Bethalus och familjen Armadillidae. Inga underarter finns listade i Catalogue of Life.